# Mauritia histrio
Mauritia histrio, tên tiếng Anh: harlequin cowry (có nghĩa là "ốc tiền sặc sỡ") là một loài động vật thân mềm chân bụng sống ở biển trong họ Ốc tiền.

## Phân bố

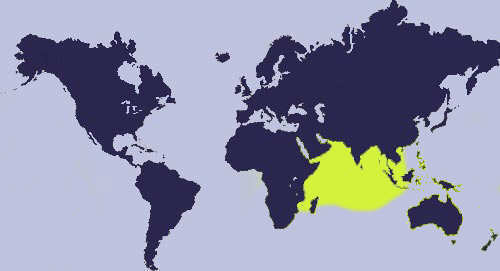
Bản đồ phân bố của Mauritia histrio

Chúng phân bố ở Ấn Độ Dương dọc theo Aldabra, Chagos, East Africa, Kenya, Madagascar, vùng bể Mascarene, Mauritius, Mozambique, Réunion, Seychelles và Tanzania.

## Hình ảnh

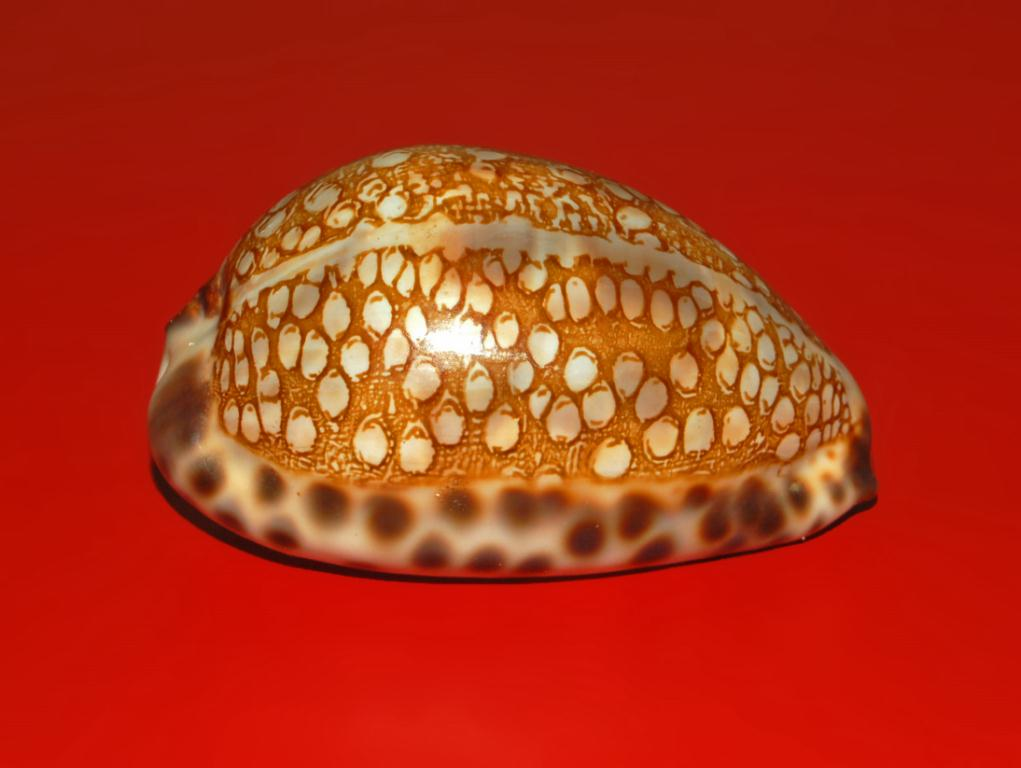
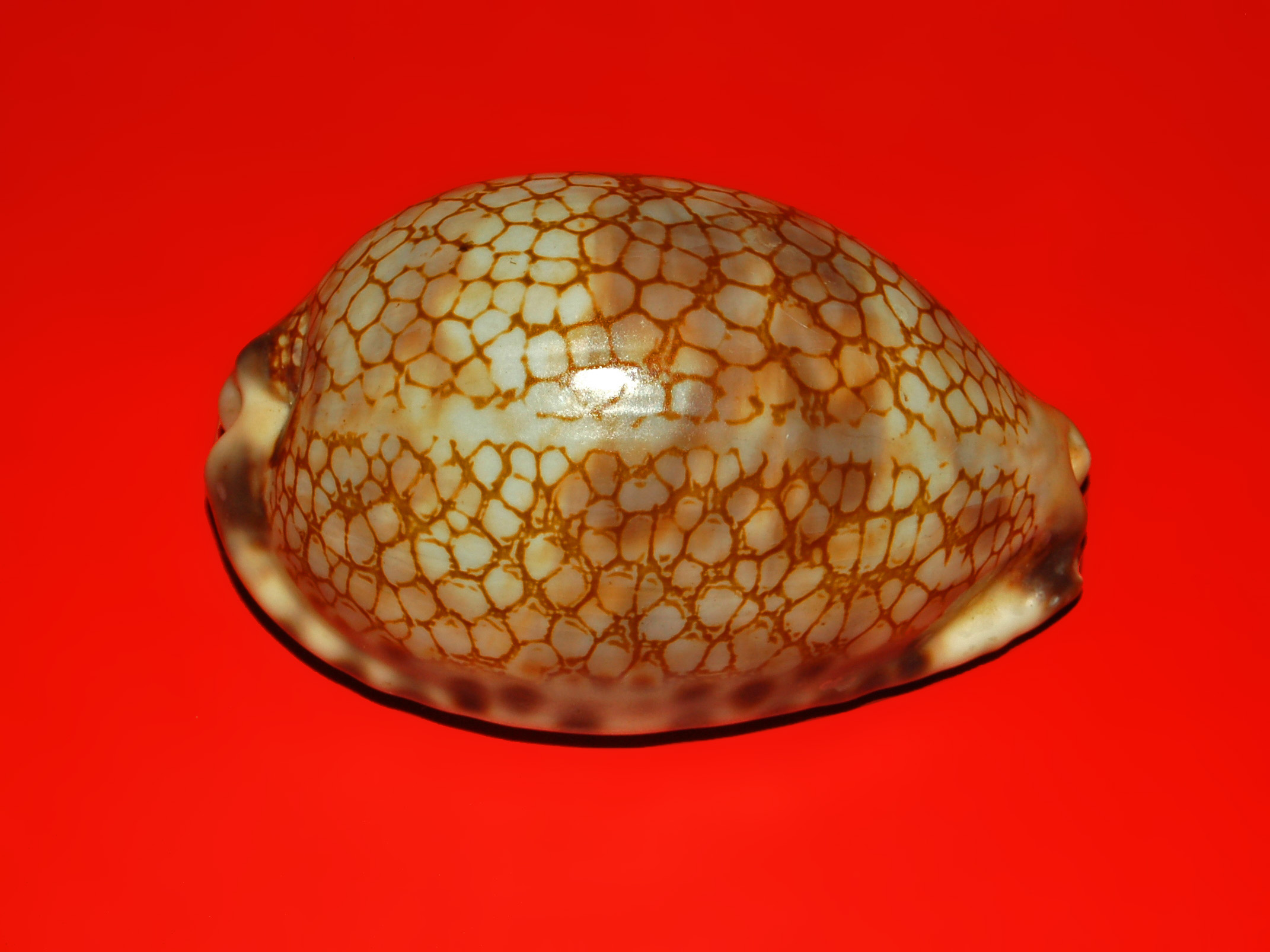
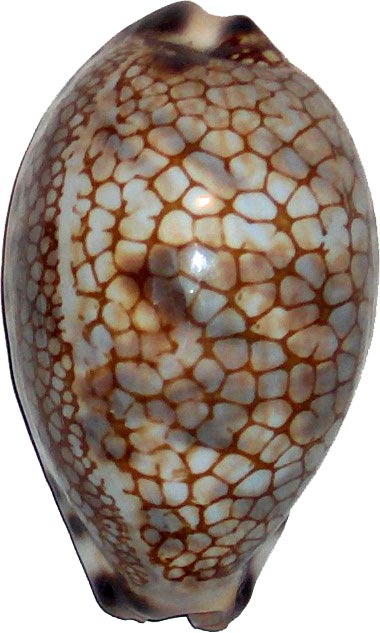
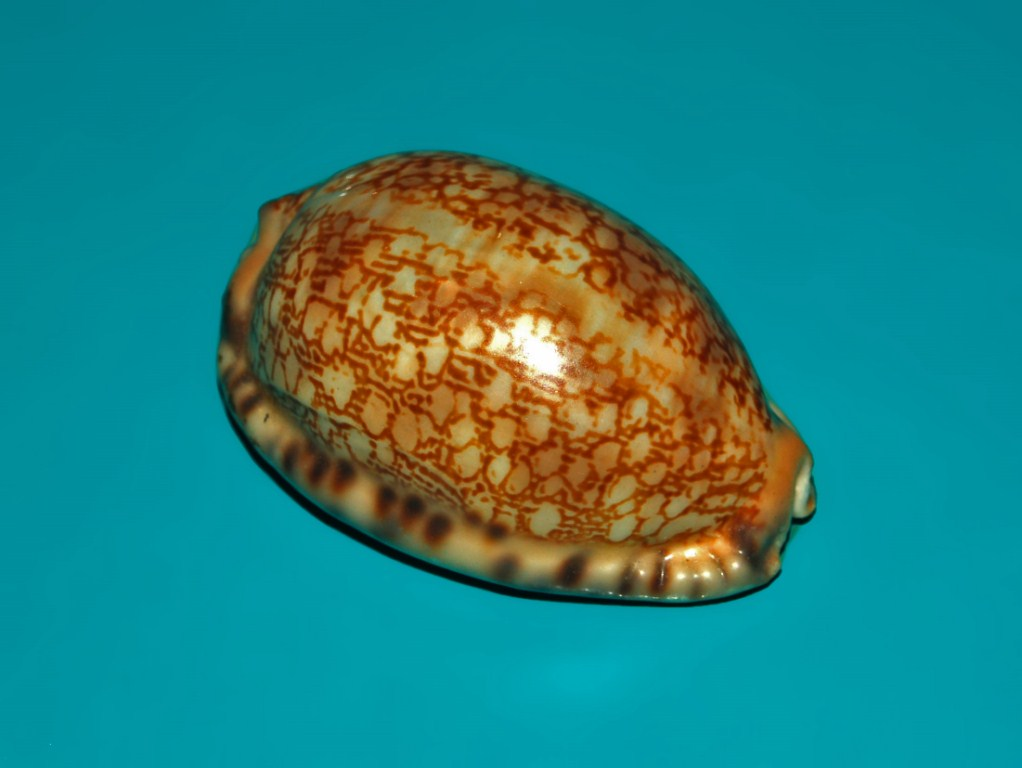

## Tham khảo

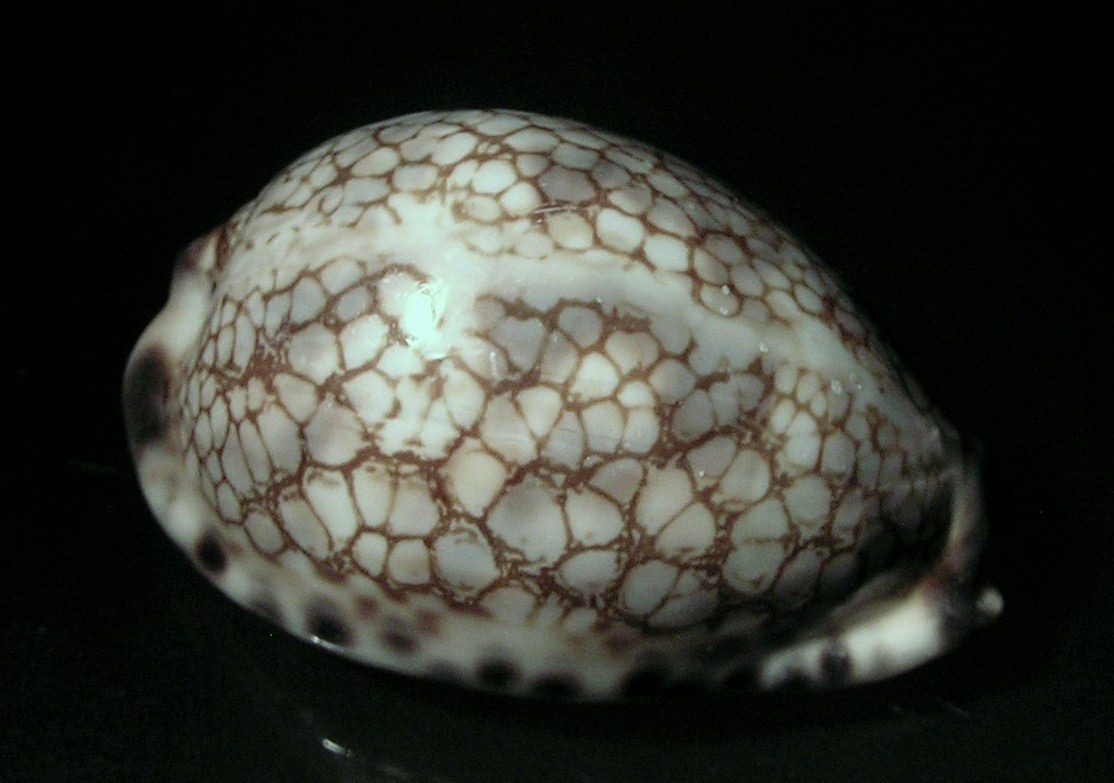
A dorsal view of a vỏ ốc Mauritia histrio westralis, anterior end towards the right